# Stockabborre
Stockabborre (Percina caprodes) är en fisk i familjen abborrfiskar som finns i Nordamerika.

## Utseende
En långsträckt fisk med två ryggfenor, den främre styv, med taggstrålar, den bakre mjuk. Nosen är kraftig och konformad (caprodes betyder "grisliknande" på grekiska) och används för att rota efter föda i sand och småsten. Grundfärgen är gulbrun till gulgrön på ovansidan, ljusgrön till vit undertill, med flera långa, mörka tvärränder, alternerande breda och smala. Fenorna är normalt ofärgade, även om rygg- och stjärtfenorna har tunna svarta band. Lekande hanar har dock mörka ryggfenor. Som mest kan den bli 18 cm lång.

## Vanor
Stockabborren är en bottenlevande färskvattenfisk som främst finns i grunda floder och bäckar, även om den också förekommer i större floder, sjöar och reservoarer. Den föredrar klara strömfåror och partier med blandad sand- och grusbotten, men undviker grumliga vatten. Födan består av insektslarver från myggor, vattenskalbaggar, nattsländor, dagsländor, bäcksländor samt snäckor och fiskägg. Arten använder gärna nosen för att vända på stenar i sin jakt på födan. I samband med parningen händer det att hanarna efteråt äter av de nylagda äggen.
Arten blir knappast mer än 3 till 4 år gammal.

### Fortplantning
Både hanen och honan blir könsmogna omkring 2 års ålder. Leken sker under vår och sommar i grunt vatten, gärna hastigt strömmande sådant. Honan gräver ner äggen i bottenmaterialet, varefter hanen befruktar dem. Konkurrensen mellan hanarna är stark, och det är inte ovanligt att de knuffar och biter varandra; ändå förekommer det att mer än en hane befruktar en och samma honas ägg.

## Utbredning
Stockabborren finns i Nordamerika från Quebec och Saskatchewan till Hudson Bay i Kanada, från Saint Lawrencefloden och de Stora sjöarna via Mississippifloden till sydöstra USA samt i en del floder med utflöde i Atlanten i nordöstra USA.